# Long Thạnh, Vĩnh Lợi
Long Thạnh là một xã thuộc huyện Vĩnh Lợi, tỉnh Bạc Liêu, Việt Nam.

## Địa lý
Xã Long Thạnh nằm ở phía nam huyện Vĩnh Lợi, cách trung tâm huyện khoảng 13 km, nằm dọc theo tuyến Quốc lộ 1, có vị trí địa lý:
- Phía đông giáp thị trấn Châu Hưng và thành phố Bạc Liêu
- Phía tây và phía nam giáp huyện Hòa Bình
- Phía bắc giáp xã Châu Thới.

Xã Long Thạnh có diện tích 36,61 km², dân số năm 2022 là 19.563 người, mật độ dân số đạt 534 người/km².

## Hành chính
Xã Long Thạnh được chia thành 11 ấp: Béc Hen Lớn, Béc Hen Nhỏ, Cái Tràm A1, Cái Tràm A2, Cây Điều, Hòa Linh, Phước Thạnh I, Phước Thạnh II, Tân Long, Trà Khứa, Tràm 1.

## Lịch sử
Ngày 5 tháng 10 năm 1917, làng Long Thạnh thuộc tổng Thạnh Hòa, quận Vĩnh Lợi.
Ngày 13 tháng 11 năm 1948, tỉnh Sóc Trăng giao làng Châu Thới về tỉnh Bạc Liêu. Làng Châu Thới hợp nhất với làng Long Thạnh thành làng Thạnh Thới.
Sau năm 1956, làng Long Thạnh gọi là xã Long Thạnh.
Năm 1957, xã Long Thạnh thuộc tổng Thạnh Hòa, quận Vĩnh Lợi, tỉnh Ba Xuyên.
Năm 1964, xã Long Thạnh thuộc tổng Thạnh Hòa, quận Vĩnh Lợi, tỉnh Bạc Liêu.
Sau năm 1975, xã Long Thạnh thuộc huyện Vĩnh Lợi.
Ngày 20 tháng 12 năm 1975, Bộ Chính trị Đảng Cộng sản Việt Nam ban hành Nghị quyết số 19/NQ về việc điều chỉnh lại việc hợp nhất tỉnh ở miền Nam Việt Nam cho sát với tình hình thực tế, theo đó tỉnh Cà Mau và tỉnh Bạc Liêu được tiến hành hợp nhất vào ngày 1 tháng 1 năm 1976 với tên gọi ban đầu là tỉnh Cà Mau – Bạc Liêu. Khi đó, xã 
Long Thạnh thuộc huyện Vĩnh Lợi, tỉnh Cà Mau – Bạc Liêu.
Ngày 10 tháng 3 năm 1976, Ban đại diện Trung ương Đảng và Chính phủ về việc đổi tên tỉnh Cà Mau – Bạc Liêu thành tỉnh Minh Hải. Khi đó, xã Long Thạnh thuộc huyện Vĩnh Lợi, tỉnh Minh Hải.
Ngày 25 tháng 7 năm 1979, Hội đồng Bộ trưởng ban hành Quyết định số 275-CP về việc chia xã Long Thạnh thành xã Long Thạnh và xã Long Hà.
Ngày 14 tháng 2 năm 1987, Hội đồng Bộ trưởng ban hành Quyết định số 33B-HĐBT về việc:
- Tách một phần diện tích và dân số của xã Minh Diệu sáp nhập vào xã Long Thạnh.
- Sáp nhập xã Long Hà vào xã Vĩnh Hậu.
- Tách một phần diện tích và dân số của xã Vĩnh Hậu để sáp nhập vào xã Long Thạnh.
- Tách ấp Láng Dài của xã Vĩnh Lợi để sáp nhập vào xã Long Thạnh.

Sau khi điều chỉnh địa giới hành chính, xã Long Thạnh có 3.318 ha đất và 10.457 nhân khẩu.
Ngày 6 tháng 11 năm 1996, Quốc hội ban hành Nghị quyết về việc chia tỉnh Minh Hải thành tỉnh Bạc Liêu và tỉnh Cà Mau. Khi đó, xã Long Thạnh thuộc huyện Vĩnh Lợi, tỉnh Bạc Liêu.
Ngày 26 tháng 7 năm 2005, Chính phủ ban hành Nghị định số 96/2005/NĐ-CP về việc thành lập huyện Hòa Bình trên cơ sở một phần diện tích và dân số của huyện Vĩnh Lợi. Xã Long Thạnh trực thuộc huyện Vĩnh Lợi.